# Touwslager

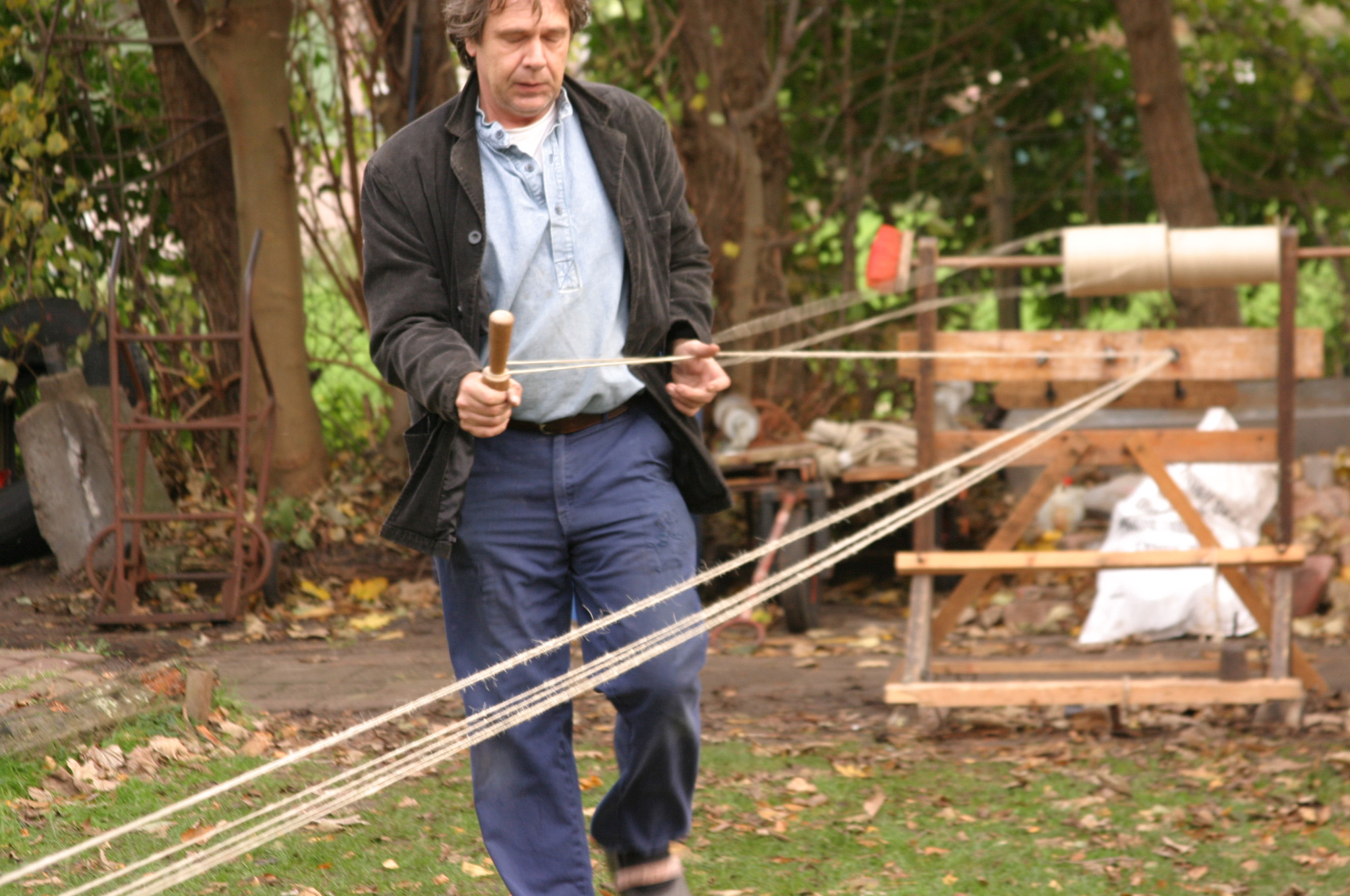
Uitscheren van de garens op de lijnbaan

Een touwslager, lijndraaier, baander of zeeldraaier is een ambachtsman die garens, vroeger meestal van hennep, tot touw verwerkt. Sinds het einde van de 19e eeuw is het beroep vrijwel uitgestorven.
De touwslager deed zijn werk in de open lucht, overdekt of in een tentachtig geheel, op een touwslagerij of lijnbaan: een soms wel 300 meter lange, smalle strook grond waarboven vele door een spinner aangeleverde garens, werden uitgeschoren (uitgelopen). Het touw kwam terecht in een 'kuil', een nog steeds bestaande lengtemaat voor touw.

## Lijnbaan

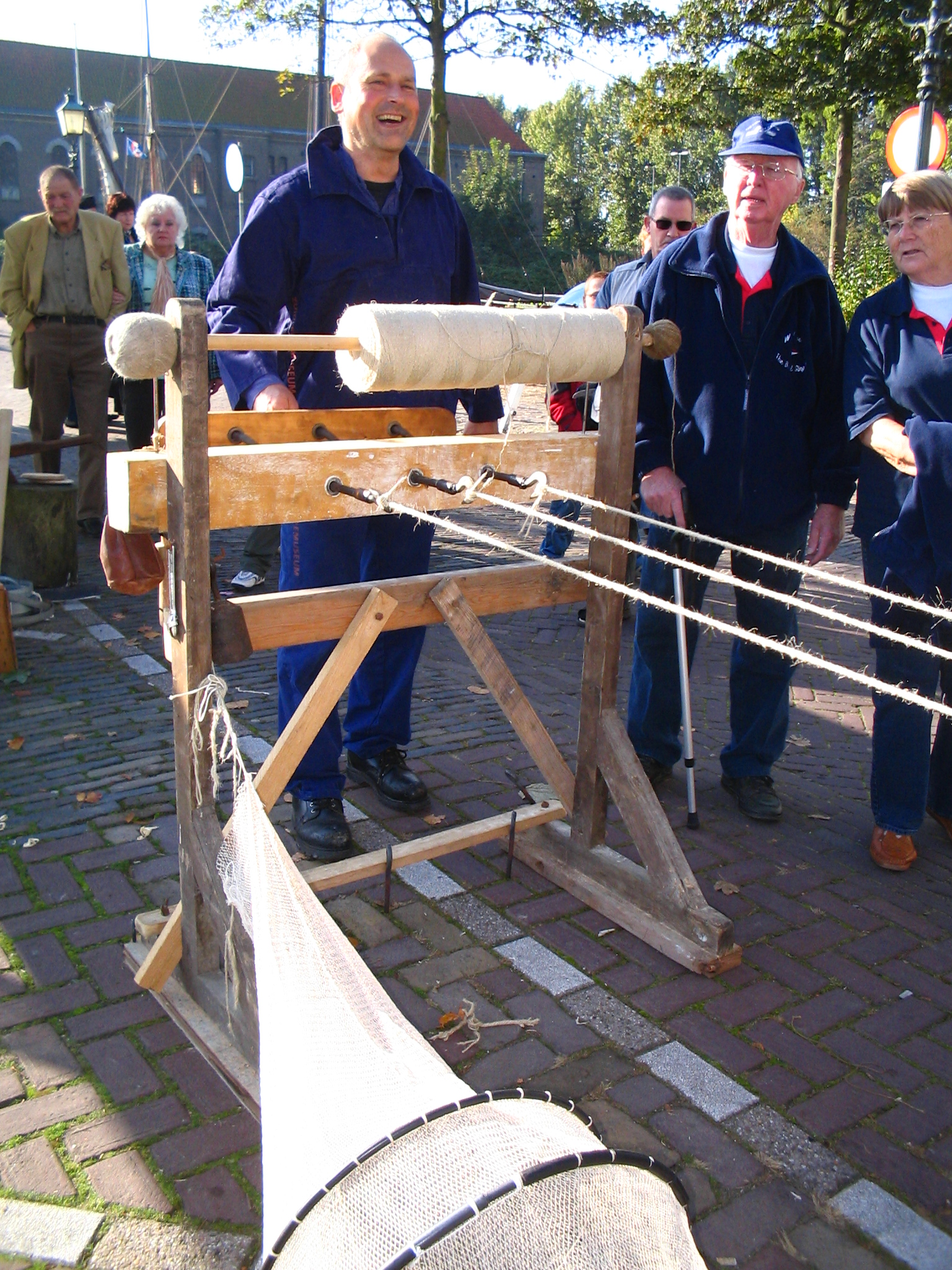
Het met het slagmechanisme in elkaar draaien van de garens tot strengen

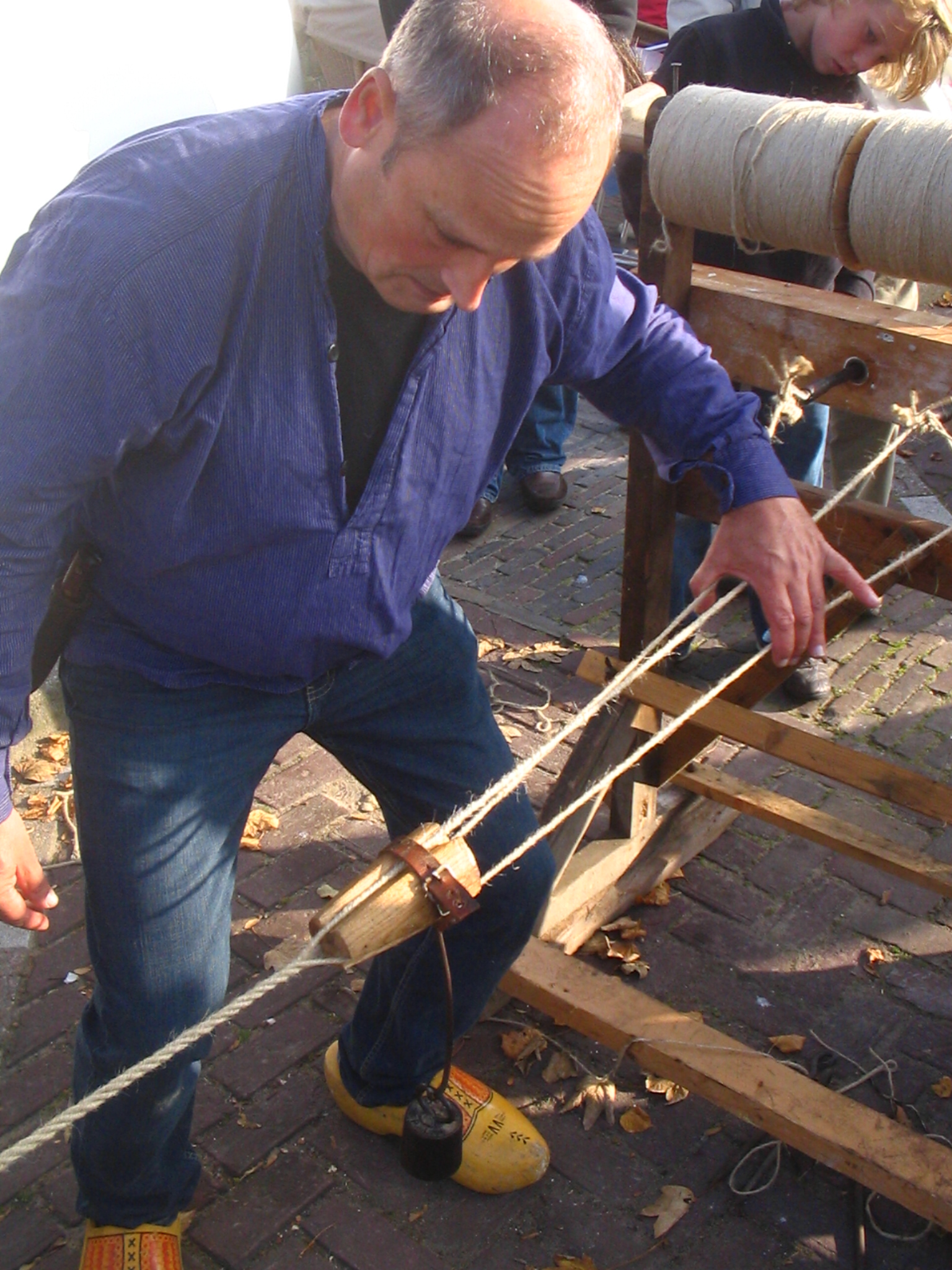
Het met behulp van de klos in elkaar draaien van de strengen tot een touw

Aan een van de uiteindes van de lijnbaan werden de garens in groepjes aan de haken van een wiel of slagmechanisme (slinger) bevestigd, aan iedere haak een groepje garens. Daar stond ook een teer- en drooghuis.
Aan de andere zijde van de lijnbaan werden de garens allemaal aan de ene haak, de lammeroen, van de lopende bok vast gemaakt. Deze lopende bok was een karretje met twee wielen en een over de grond slepend uiteinde waarop gewichten konden worden gezet, om zodoende de kracht waarmee de garens in elkaar werden gedraaid te kunnen regelen. Zo kon de kracht waarmee de garens tot strengen worden gedraaid worden bepaald en daarmee de uiteindelijke trekkracht en de stijfheid van het touw.
Ook bevond zich aan dit uiteinde van de lijnbaan de klos: een taps toelopend en voor iedere groepje garens ingekerfd stuk hout dat hier de garens uit elkaar moest houden.
De term touwslaan wordt verklaard doordat er tijdens het proces gebruik werd gemaakt van haken en als een haak in de rondte draait zegt men dat de haak in de rondte slaat. De ronddraaiende haken brengen dus slagen in de groepjes garens aan.
Het wiel/de slinger werd vervolgens rondgedraaid zodat door het ronddraaien van de haken (torsie) uit ieder groepje garens een streng (ineen gedraaide garens) ontstond. Vervolgens werden deze strengen met behulp van een houten klos onder voortdurend blijven draaien aan het wiel ook weer in elkaar gedraaid tot een touw, het zogenaamde wantslag touwwerk.
Deze klos zorgde in dit stadium ervoor dat de strengen tijdens het draaien maar op één plek om elkaar heen werden gedraaid (alleen achter de klos aan de kant van de losse bok) en dat de strengen heel regelmatig in elkaar werden gedraaid. Tevens kon door met de klos mee te lopen en deze tegen te houden of juist mee te duwen richting slagmechanisme de lengte van de slag van het touwwerk bepaald worden: de lengte waarover de strengen van een touw een volle slag om elkaar heen worden gedraaid. Hoe korter deze slag hoe stijver het touwwerk.
Om verschillende touwdiktes te produceren werd het aantal garens per haak vermeerderd. Met enkele van zulke wantslag-touwen kon vervolgens het proces worden herhaald, zodat het mogelijk was om dikke flexibele scheepstrossen te maken, het zogenaamde kabelslag touwwerk.
Soms was er smalspoor aanwezig bij een lijnbaan, en bij Touwslagerij Steenbergen te Gorssel is dat er nog.

## Vernoemingen
Touw werd veel gebruikt voor de tuigage van zeilschepen. Touwslagerijen kwam men dan ook volop tegen in havensteden. Veel steden kennen straten waarvan de naam aan deze voormalige functie herinnert, bijvoorbeeld de Lijnbaan in Rotterdam, de Lijnbaansgracht in Amsterdam, de Lijnbaanstraat in Groningen, de Touwslagersdreef in Maastricht, de Lijnbaanstraat en de Lijndraaiersstraat in Oostende en de Reeperbahn in Hamburg.

## Afbeeldingen

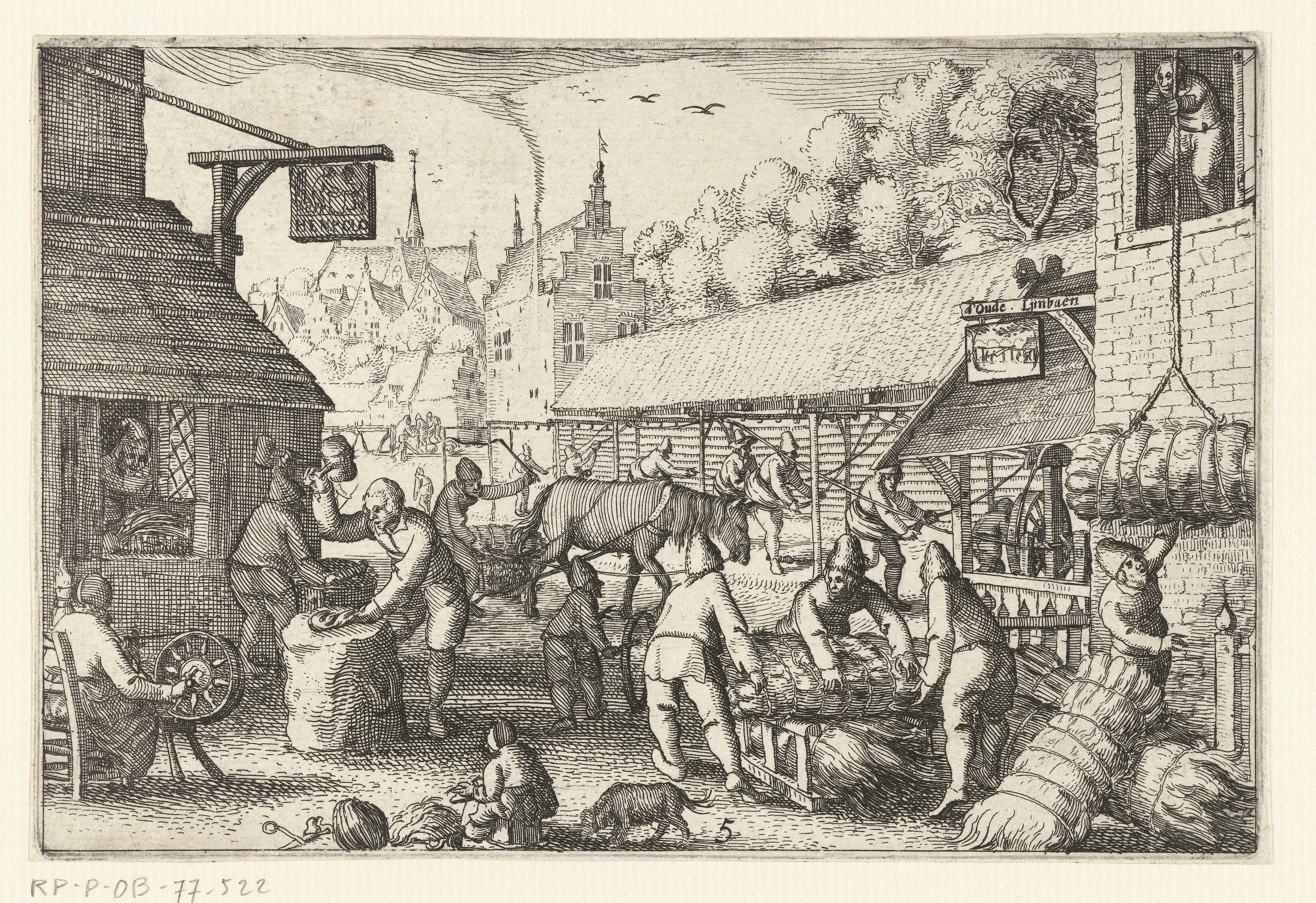
Hennep- en touwslagerij prent uit 1608
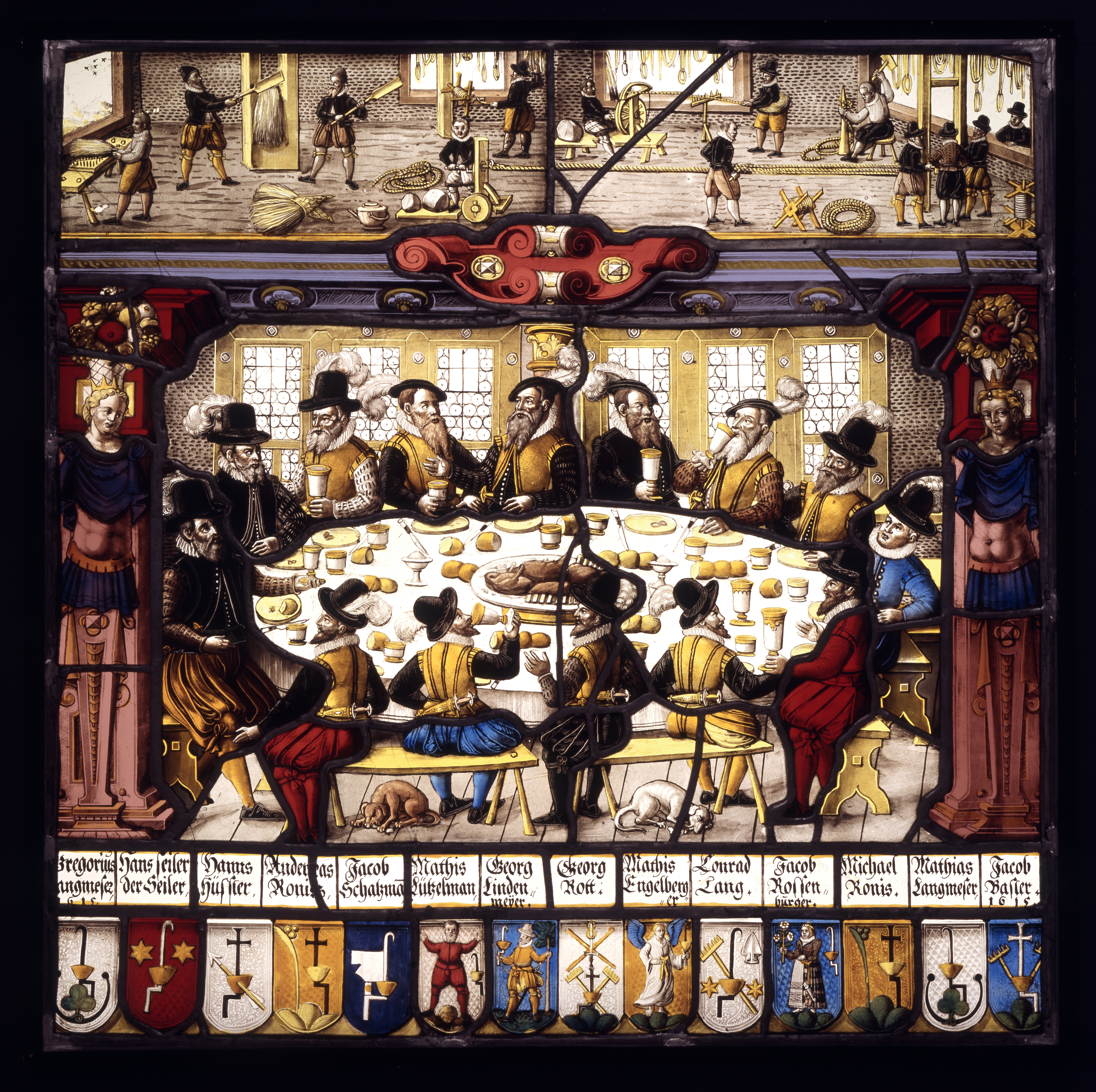
Feestmaal van touwslagers uit Bazel (1615)
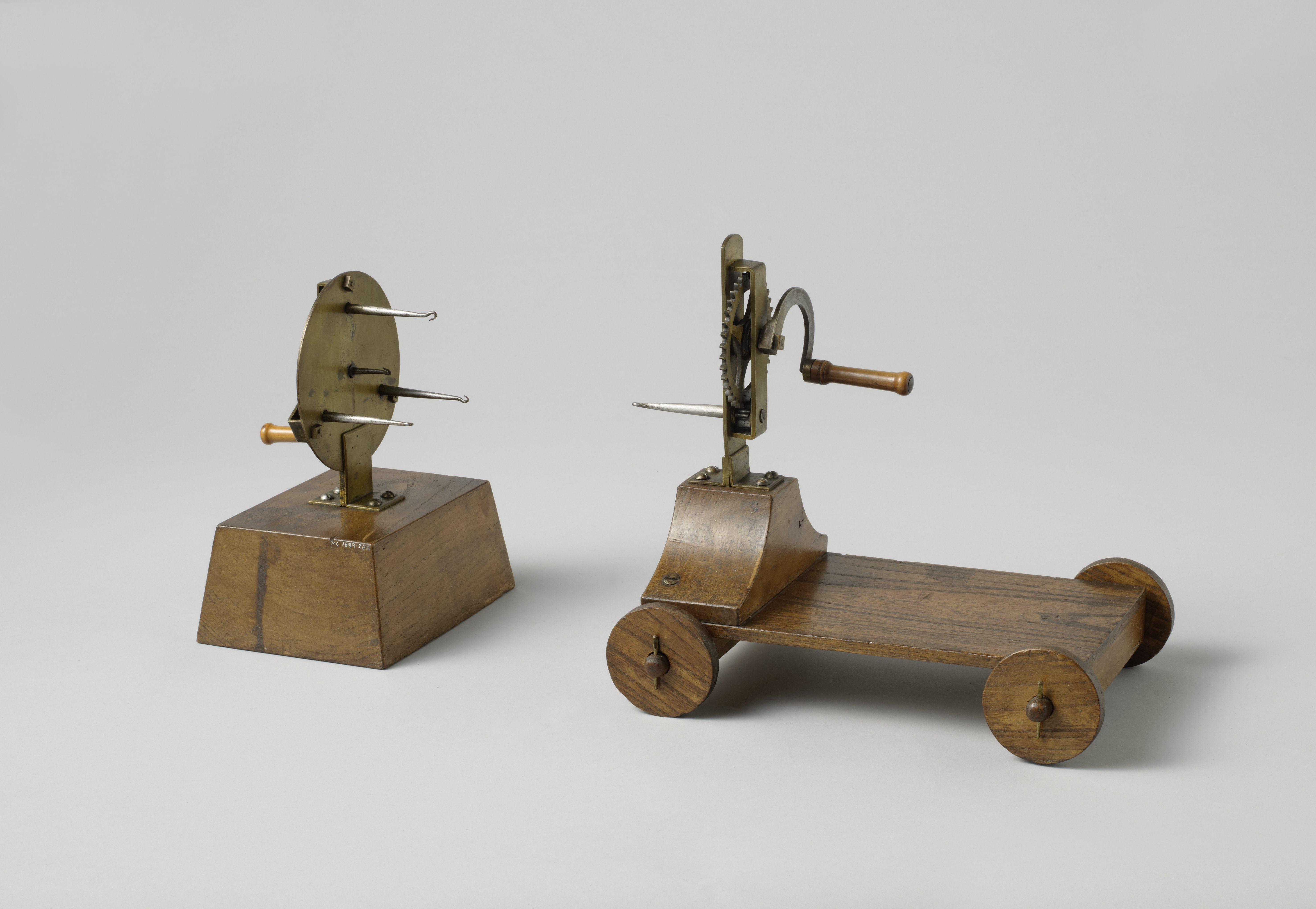
Modellen van draaipaal en slede uit 1800-1860
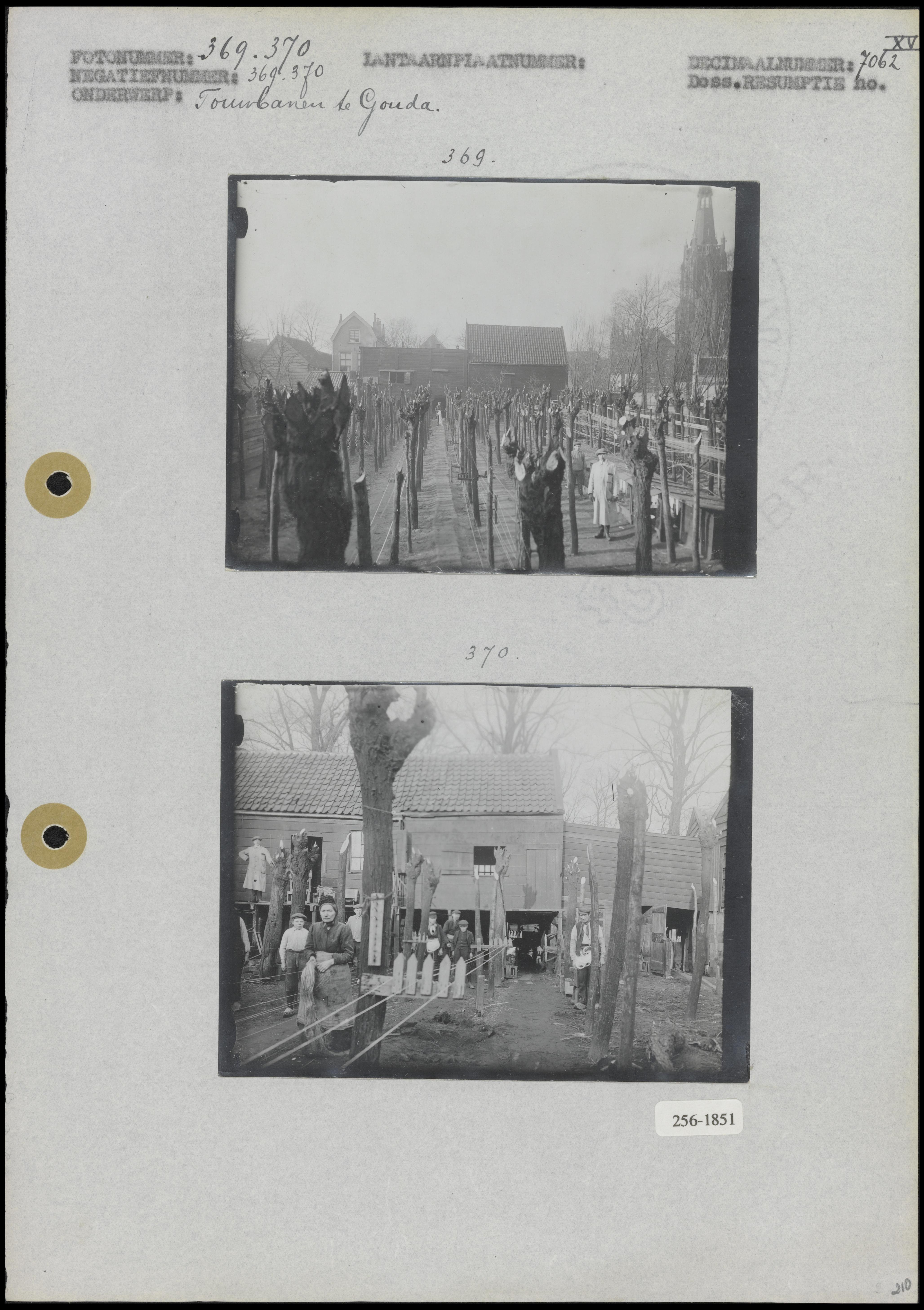
Touwbaan te Gouda
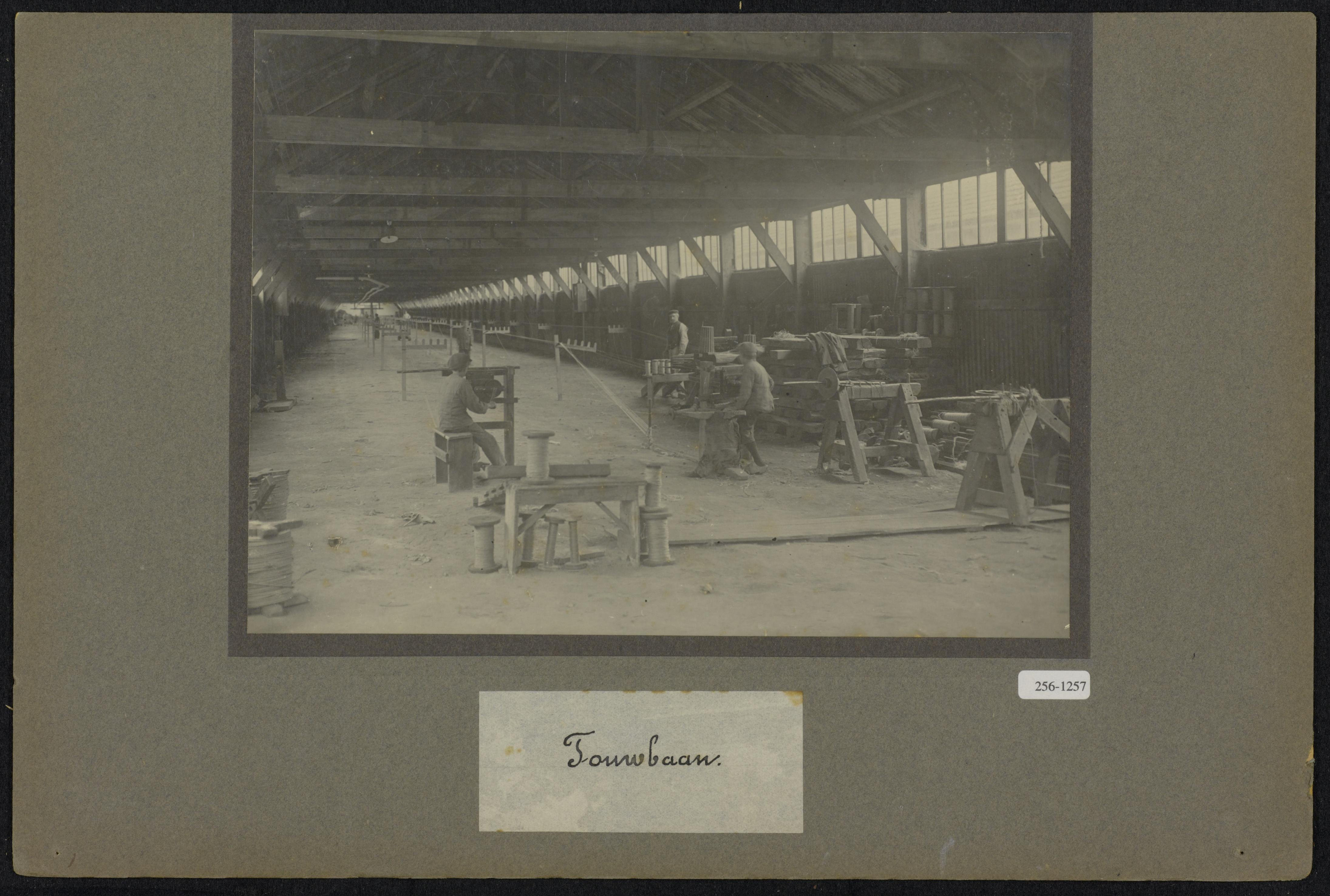
Touwbaan in Maassluis, 1919